# Antigua og Barbudas flag
Antigua og Barbudas flag blev taget i brug d. 27. februar 1967 og blev lavet af læreren Reginald Samuels. Solen symboliserer starten på en ny æra. Farverne har forskellige betydninger: Sort er for folkets Afrikanske oprindelse, blå for håb og rød for energi. Rækkefølgen af farverne fra solen og ned, gul, blå og hvid, symboliserer solen, havet og stranden.
| Flag | Spire Denne artikel om flag eller vexillologi er en spire som bør udbygges. Du er velkommen til at hjælpe Wikipedia ved at udvide den. |